# محاكمة سحرة فورتسبورغ

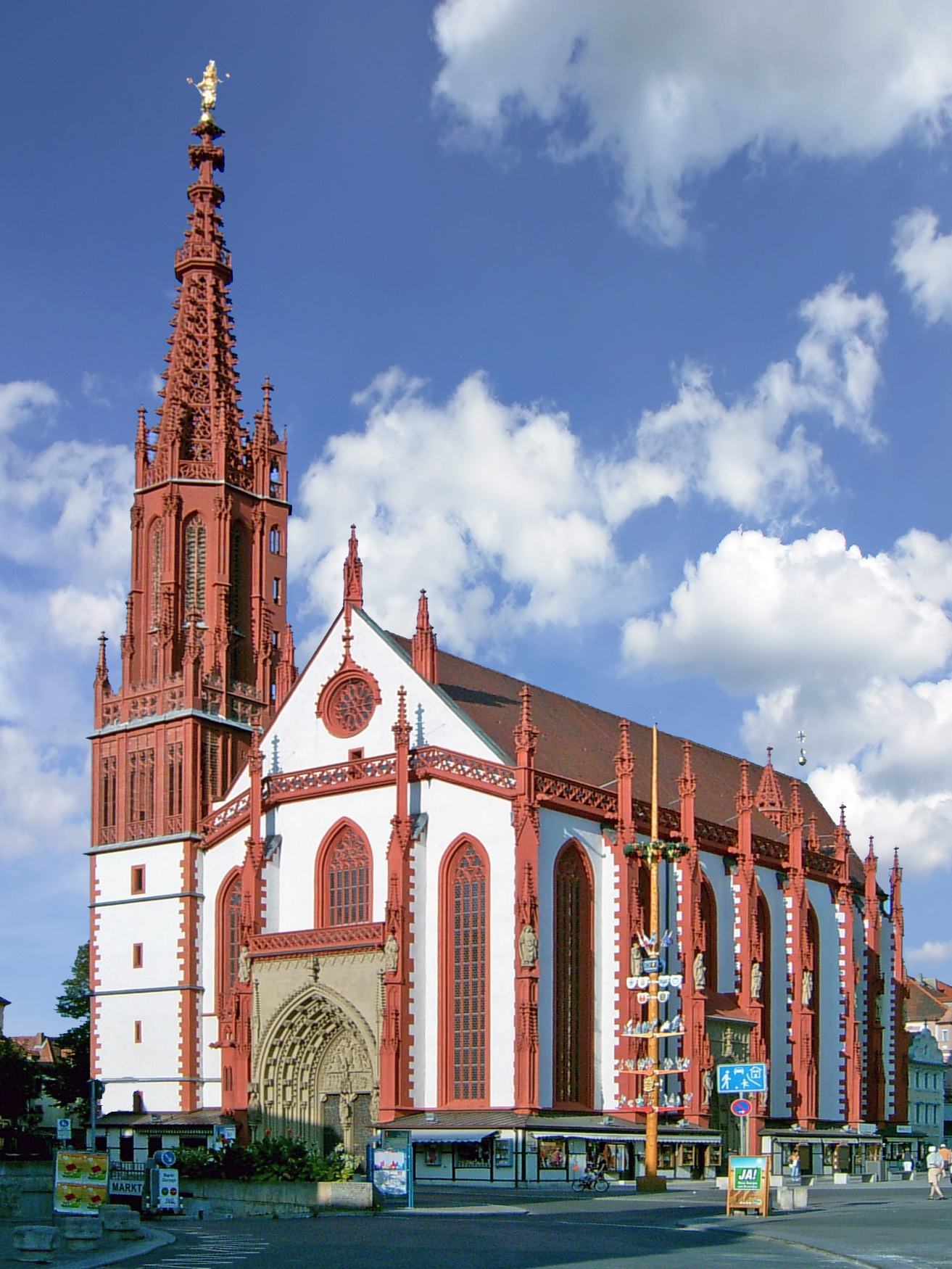

محاكمة سحرة فورتسبورغ حدثت بين عامي 1627-1629 وهي لا شك في واحدة من أكبر المحاكمات الجماعية - والاعدامات بالجملة في أوروبا في وقت السلم ؛ فبين عامي 1627 و1629 أعدم حرقا 157 بين رجل وامرأة. لإدانتهم بالسحر والشعوذة ولإقامتهم حلفا مع الشيطان. في الواقع الرقم الحقيقي أكبر، كما هاوبر الذي حفظ القائمة "Acta et Scripta Magica" حيث أضاف أن القائمة بعيدة عن الاكتمال وأنه كان هناك عدد كبير جدا من الإعدامات الأخرى يصعب حصرها.
و لم يكن هذا هو أكبر إعدام للسحرة ؛ في محاكمة سحرة فولدا بين عامي 1603-1605، أحرقت 205 أشخاص، ومحاكمة سحرة ترير بين عامي 1587-1593 أعدم 368 شخصا، ولكنها وهو مثال على محاكمات السحرة الكبيرة والكثيرة التي جرت في المقام الأول في ألمانيا وفرنسا وسويسرا.
محاكمات سحرة هذه بدت وكأنها ظاهرة للهستيريا الجماعية كبيرة الأبعاد ؛ أعتقل أناس من كل مكان بغض النظر عن السن أو الجنس أو المهنة لأسباب متعددة من القتل وعبادة الشيطان إلى الدندنة بأغنية مع الشيطان أو ببساطة لكونه متشرد وغير قادر على إعطاء تفسير مقنع لماذا كان يمر بالمدينة. اثنان وثلاثون منهم بدوا متشردين، وكثيرون آخرون أنفسهم اعتقدوا أنهم سحرة وعبدة الشيطان.